# Fazenda de Sant' Ana

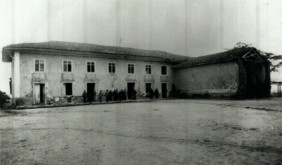
Edificação da fazenda.

A Fazenda de Sant' Ana foi uma fazenda dos primórdios da colonização do Brasil. A propriedade da Companhia de Jesus, que foi citada pela primeira vez em 1560 pelo padre José de Anchieta. Localizada onde hoje é a zona norte da cidade de São Paulo, o bairro de Santana foi o núcleo inicial.

## História
Também conhecida como Fazenda Tietê ou Guaré, o caminho de Atibaia e de Minas Gerais a Fazenda de Sant' Ana foi o fruto da colonização portuguesa, sendo assim o mais antigo núcleo de povoamento na cidade ao norte do rio Tietê. A região da propriedade foi citada pela primeira vez em documentos no ano de 1560 pelo padre José de Anchieta. Os colonizadores lusos trouxeram índios escravos, se instalaram juntamente com jesuítas, que já haviam montado um colégio para a catequização. Foram os jesuítas que trouxeram as primeiras melhorias para a fazenda, como o estabelecimento de alguns centros de plantação e criação de animais. Em 1673 a Fazenda de Sant'Ana, propriedade da Companhia de Jesus passou a se desenvolver mais e somente após meio século os padres organizaram-na convenientemente, tornando-se a principal fazenda  suburbana do Colégio de São Paulo dos Campos de Piratininga.
A sede da fazenda foi construída em 1734 ficava onde é hoje o CPOR/SP.
Em seu auge a propriedade tinha seus limites a partir das imediações do Jardim da Luz, seguindo o rio Guaré (atual Tietê) até a Vila Maria na divisa com Guarulhos seguindo o leito do Tietê até o Rio Jundiaí englobando a Serra da Mantiqueira até Mairiporã.
Após 1768 passou a ser administrada pelo governo da Capitania de São Paulo, sendo fazenda Real, pois o Marquês de Pombal determinou a expulsão de todos os missionários e educadores situados no Reino de Portugal e em suas colônias, confiscando seus bens. Daí em diante a fazenda foi sendo dividida e subdividida, surgindo então o núcleo do atual bairro de Santana.

### Século XIX
A antiga sede da fazenda foi utilizada como residência para alguns dos funcionários do Governo Provincial tanto que em 1821, residiam no Solar dos Andradas, como era chamado o prédio, os conselheiros José Bonifácio de Andrade e Silva e Martim Francisco. No ano seguinte o império brasileiro começou a nascer na rua Alfredo Pujol, onde ficava a sede da fazenda, pois foi ali onde José Bonifácio de Andrada e Silva redigiu a famosa carta do Fico para D. Pedro I, que ajudou na independência do país.